# Siemens-Schuckert D.IV
Siemens-Schuckert D.IV — истребитель, разработанный компанией Siemens-Schuckertwerke GmbH. D.IV — одностоечный биплан цельнодеревянной конструкции. D.IV оснащался ротативным двигателем встречного вращения (блок картера и цилиндров с воздушным винтом вращался со скоростью 900 об/мин в одну сторону, а коленвал не был, как обычно, закреплён к фюзеляжу, а с той же скоростью 900 об/мин вращался в противоположную сторону) Siemens & Halske Sh.III. SSW D.IV обладал высокой скоростью и был способен быстро набирать высоту — по этому параметру он, по мнению некоторых экспертов, являлся одним из лучших самолётов Первой мировой войны.

## Тактико-технические характеристики
Приведенные характеристики соответствуют модификации D IV.
Источник данных: Gray, Thetford, 1962.

Технические характеристики
- Экипаж: 1 (пилот)
- Длина: 5,7 м
- Размах крыла: 8,35 м
- Высота: 2,72 м
- Площадь крыла: 15,12 м²
- Масса пустого: 540 кг
- Нормальная взлётная масса: 735 кг
- Силовая установка: 1 × 11-цилиндровый ротативный Siemens & Halske Sh.III[англ.]
- Мощность двигателей: 1 × 160 л. с. (1 × 118 кВт)

Лётные характеристики
- Максимальная скорость: 190 км/ч
- Продолжительность полёта: 2 ч
- Практический потолок: 8000 м
- Время набора высоты:
  - 1000 м за 1,9 мин
  - 6000 м за 15,5 мин
- Нагрузка на крыло: 48,7 кг/м²
- Тяговооружённость: 160 Вт/кг

Вооружение
- Стрелково-пушечное: 2 × 7,92 мм пулемёта MG-08 в фюзеляже

## Изображения

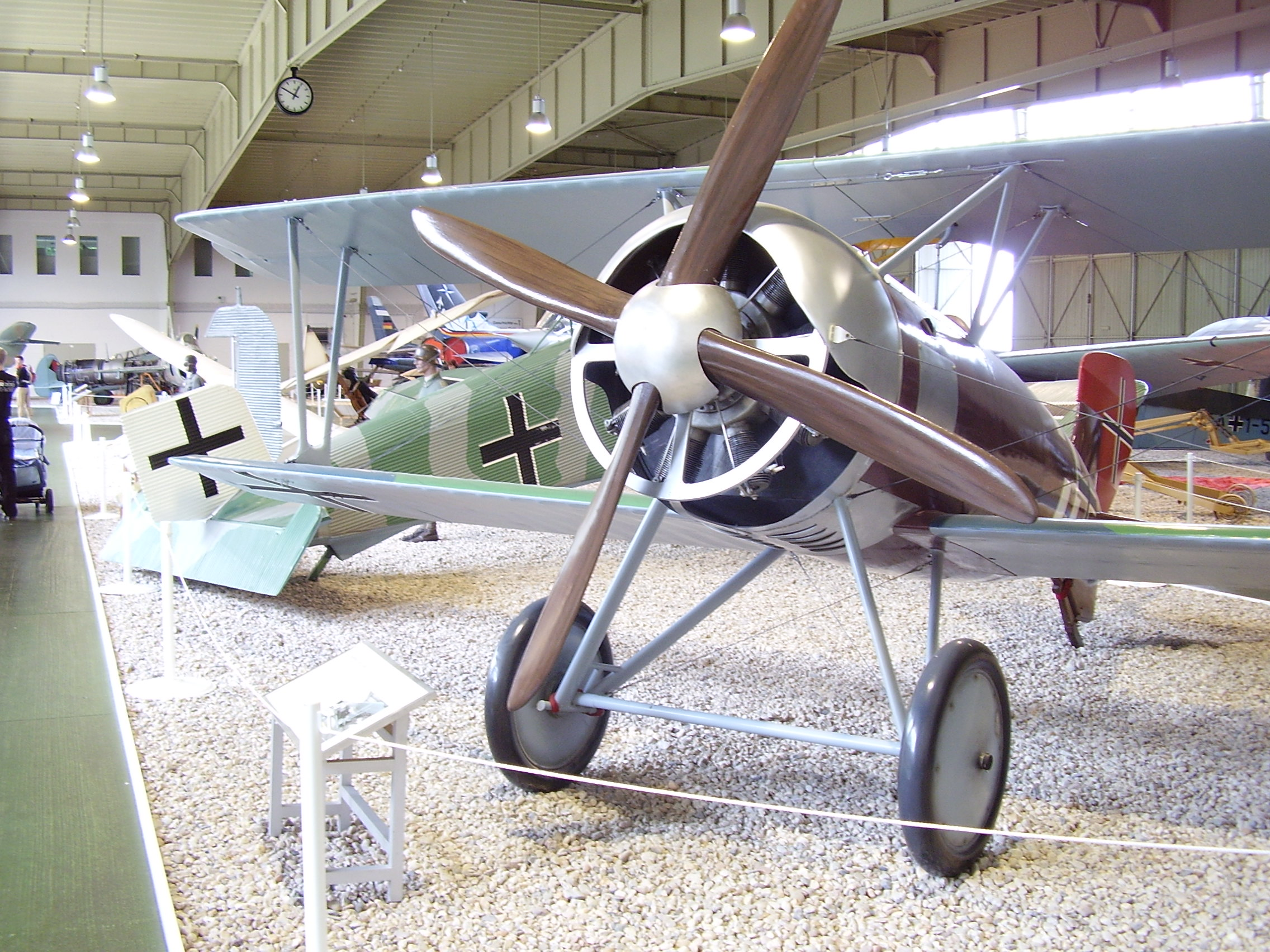
Реплика в берлинском музее[англ.]
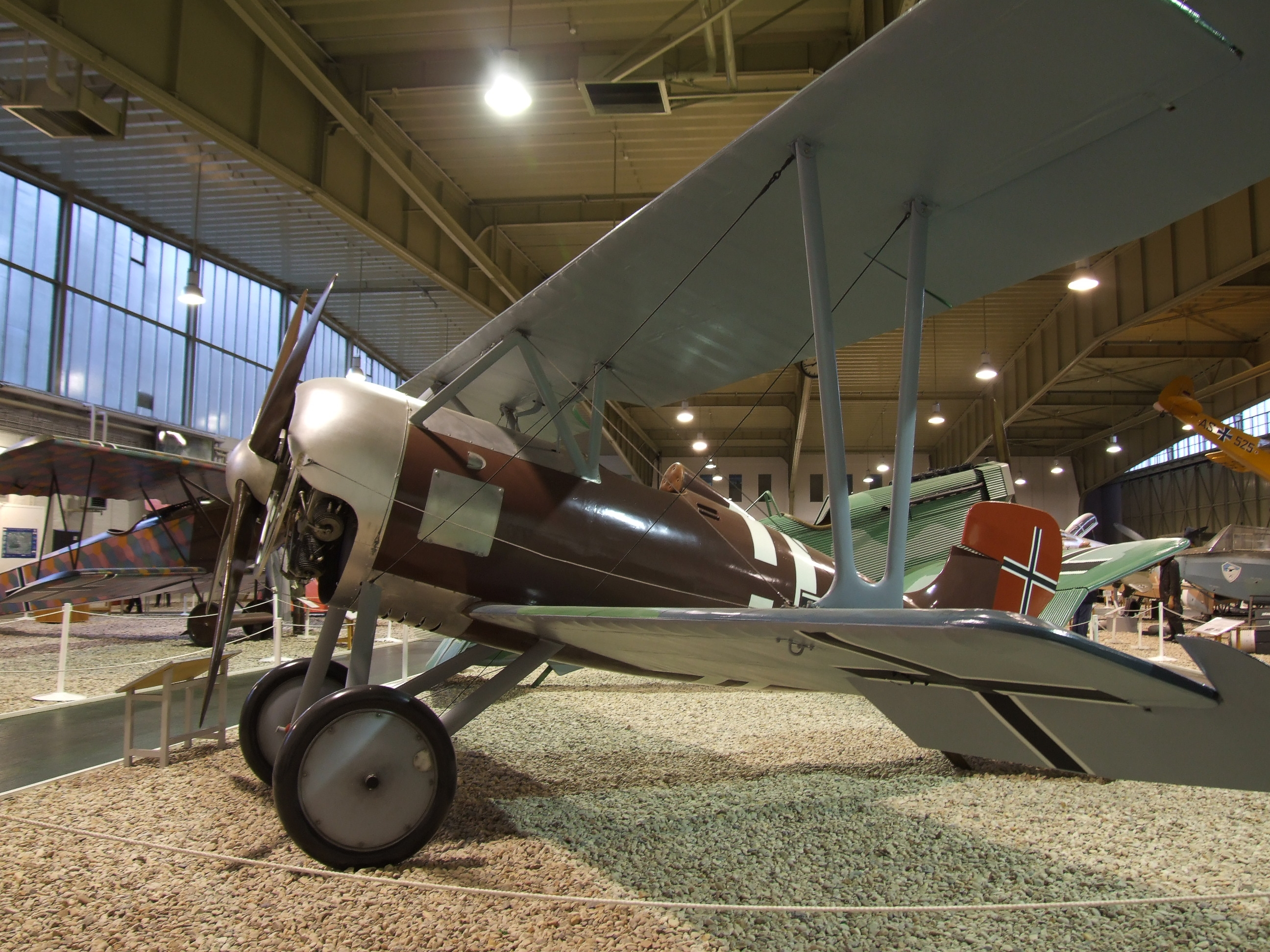
Она же, вид сбоку